# جيجيانغ
جيجيانغ (بالصينيَّة: 浙江) هي إحدى مقاطعات الصين الشرقيَّة والساحليَّة، عاصمتها وأكبر مدنها هانغتشو، يحدها من الشمال جيانغسو وشانغهاي، ومن الشمال الغربيّ آنهوي، ومن الغرب جيانغشي، ومن الجنوب فوجيان، ويَقع بحر الصين الشرقي شَرق المُقاطعة، والَّذِي تَقع وراءه جزر ريوكيو. يبلغ عدد سكان جيجيانغ 64.6 مليُون نسمة، وَهُو ثامن أعلى مُعَدّل في الصين، ويُطلق عَلَيهَا لقب «العمود الفقري للصين» نظرًا لكونها قوة دافعة رئيسيَّة في الاقتِصَاد الصيني، وكونها مسقط رأس العديد من الشخصيّات البارزة ومنهم الزعيم القومي الصيني شيانج كاي شيك، ورجل الأَعمَال جاك ما. تُقسم إلى 11 تقسيم رَئِيسيّ، و90 تقسيم فرعي يشمل المُدن والمناطق على مُستَوى المُحافظة. وهي موطن العديد من الأقلّيات العرقيّة من بينها هان، وهواي، ومانتشو، ومياو.
كَانَت مِنطَقَة جيجيانغ تحت سيطرة مملكة يوي خِلال فَترَة الربيع والخريف، وضمتها إمبِرَاطُورِيَّة تشين فيمَا بَعد عام 222 قَبل الميلاد، وأصبحت موانئ جيجيانغ مَرَاكِز مهمة لِلتِجَارَة الدوليَّة في عهد أسرة مينج وسلالة تشينغ، احتلتها إمبراطورية اليابان خِلال الحرب الصينيَّة اليابانيّة الثانيَّة ووضعت تحت سيطرة الحُكومة الوطنيَّة المعاد تنظيمها في الصين، وَبَعد هزيمة اليابان عانَى اقتصادها من الركود في ظَلّ سِياسات ماو تسي تونغ.
نمى اقتصاد جيجيانغ بَعد الإصلاح الاقتصادي الصيني حتَّى أصبَحَت من أغنى المُقاطعات الصينيَّة، واحتلت المرتبة الرابعة في الناتج المحليّ الإجمالي وطنيًا، يعتمد اقتصادها على الصناعات الكهروميكانيكية والمنسوجات والصناعات الكيماوية والمواد الغذائيَّة ومواد البناء.
تُمِثل التلال 70 بالمائة من مِسَاحَة جيجيانغ، وتتميّز بأطول خط ساحلي في الصين، ويمُر نهر تشيانتانغ عبرها، وتضُم المُقاطعة ثلاثة آلاف جزيرة، وتمثّل العاصِمَة هانغتشو نهاية القناة الكبرى وتقع على خليج هانغتشو شَمَال مقاطعة جيجيانغ الفاصلة بَين شَنغهاي ونينغبو، يحتوي الخَلِيج على العديد من الجزر الصَّغِيرَة الَّتِي تُسمى مجتمعة جَزَر تشوشان.
تحظى مَدِينَة هانغتشو بأهمية تاريخيَّة في الصين، وتُعتبر مَدِينَة عالمية بتصنيف «بيتا+» وفقًا لشبكة بحث المُدن العالميَّة والعَولَمَة. وتشمل البحيرة الغَربيَّة البارزة.

## التسمية
كلمة «جيجيانغ» تعني «النهر المنحني»، وَكَان هَذَا الاسم سابقاً لنهر تشيانتانغ الَّذِي يمر بالعاصِمَة خانزو. تُسمى المُحافظة اختصاراً «جيه».

## الجُغرافيا

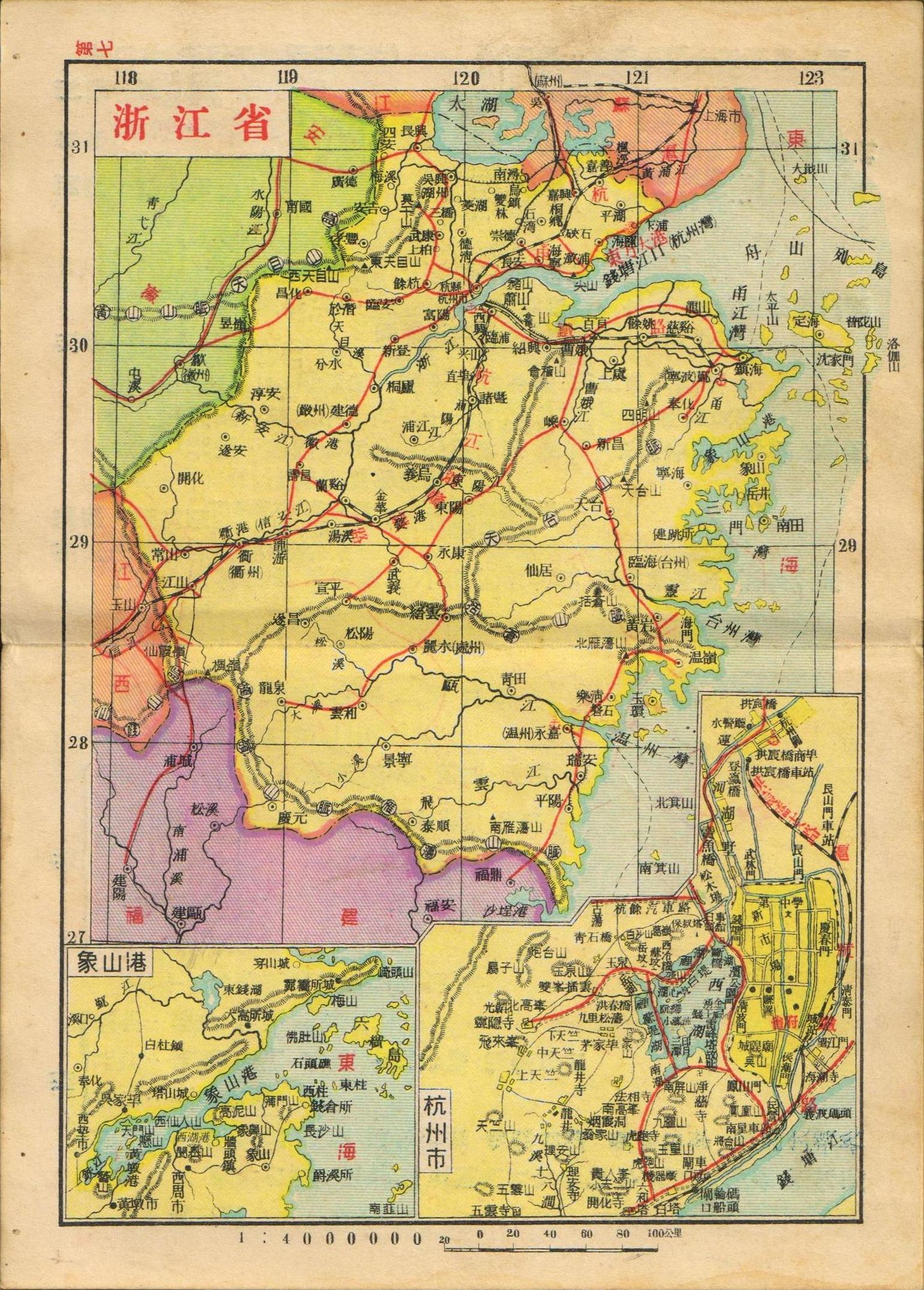
جيجيانغ في عام 1936

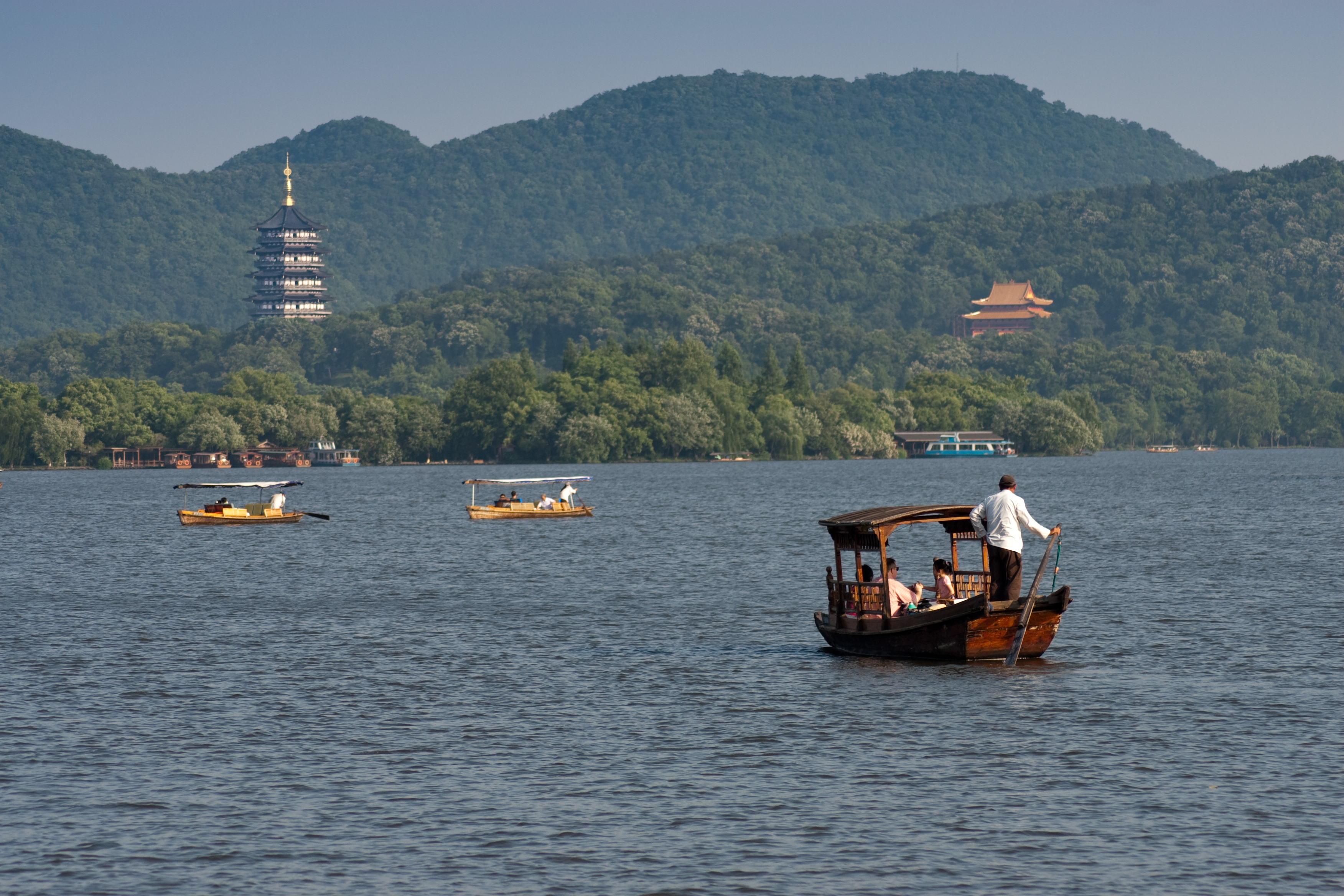
منظر للبحيرة الغربية في هانغتشو

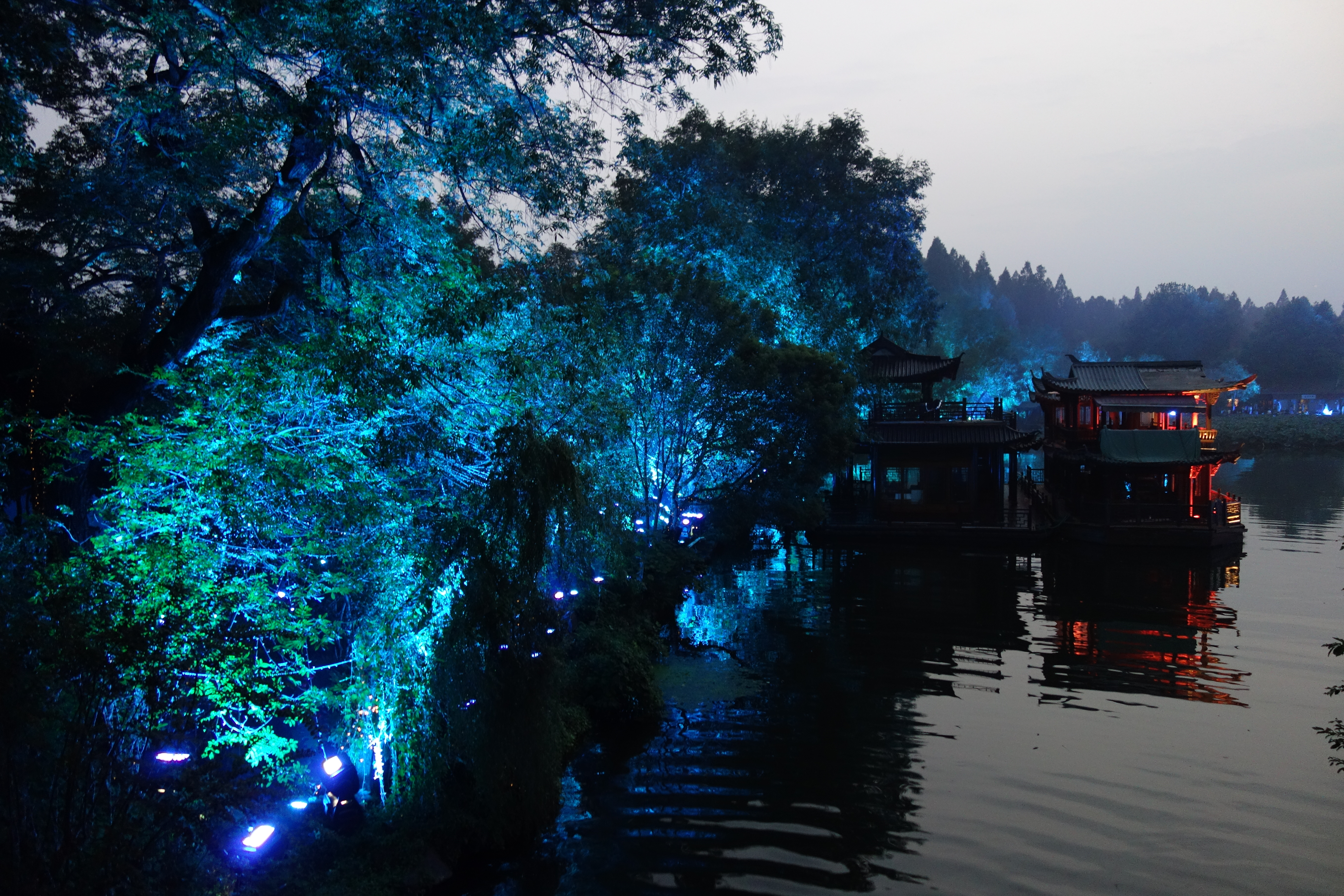
البحيرة الغربية في المساء

تُشكل التلال حوالي 70 بالمائة من مساحتة المُقاطعة،  وتُعتبر قِمَّة هوانغماوجيان (1,929 متر (6,329 قدم)) أعلى قِمَّة في المُقاطعة، ومن الجبال البارزة الأُخرى «جبل ياندانغ»، و«تيانمو»، و«تيانتاي»، و«موجان»، والَّتِي تصل إلى ارتفاعات من 700 إلى 1,500 متر (2,300 إلى 4,900 قدم).
تتواجد الوديان والسهول على طُول سواحل وأنها المُقاطعة، وَفِي شمالها دلتا نهر يانغتسي مباشرةً، ويتكوَّن من سهول حول مُدن هانغتشو وجياشينغ وهوتشو، ومن أنهار المُقاطعة الرَئِيسيّة نهر تشيانتانغ، ونهر «يوو»، تقطع مُعظم الأنهار أودية المُرتفَعات، وبها الكثير من المُنحدرات، ومن بحيراتها المَعروفَة البحيرة الغربية و«بحيرة جياشينغ الجنوبيَّة».
على طُول ساحلها الوعر يُوجِد أَكثَر من ثلاثة آلاف جزيرة، وتُعد جزيرة «تشوشان» أكبرها وثالث أكبر جزيرة في البر الرَئِيسيّ للصين، بَعد جزيرتي هاينان وتشونغ مينغ، ولها عدَّة خلجان أكبرها خليج هانغتشو، وتتمتَّع مقاطعة جيجيانغ بمناخ شبه استوائي رطب، يبدأ فصل الربيع في شهر مارس ويمطر مَع تغيُّر الطقس، وصيفها طويل وحار وممطر ورطب يبدأ في يونيو ويستمرُّ حتَّى سبتمبر، ولها شتاء قصير وبارد، يبلغ متوسط دَرَجَة الحرارة السنويَّة حوالي 15 إلى 19 °م (59 إلى 66 °ف)، ويَبلغَ متوسط دَرَجَة الحرارة في يناير حوالي 2 إلى 8 °م (36 إلى 46 °ف)، أمَّا في يوليو فيبلغ 27 إلى 30 °م (81 إلى 86 °ف)، وتبلغ كمية هطول الأمطار السنوي حوالي 1,000 إلى 1,900 مليمتر (39 إلى 75 بوصة)، تتساقط الأمطار بغزارة في أوائل الصيف وأواخره، وهي مُهددة بشكل مُبَاشِر من الأعاصير المتكونة في المُحِيط الهَادِئ.

## التقسيمات الإدارية
تُقسم جيجيانغ إلى أحد عشر قسمًا على مستوى المحافظة:
| التقسيمات الإدارية لمقاطعة جيجيانغ | التقسيمات الإدارية لمقاطعة جيجيانغ | التقسيمات الإدارية لمقاطعة جيجيانغ | التقسيمات الإدارية لمقاطعة جيجيانغ | التقسيمات الإدارية لمقاطعة جيجيانغ |
| رمز القسم                          | القسم                              | المساحة كم2                        | التعداد 2020                       | العاصمة                            |
| ---------------------------------- | ---------------------------------- | ---------------------------------- | ---------------------------------- | ---------------------------------- |
| 330000                             | مقاطعة جيجيانغ                     | 101800.00                          | 64,567,588                         | مدينة هانغتشو                      |
| 330100                             | مدينة هانغتشو                      | 16840.75                           | 11,936,010                         | ضاحية جيانغ غان [الإنجليزية]       |
| 330200                             | مدينة نينغبو                       | 9816.23                            | 9,404,283                          | Yinzhou District ‏                  |
| 330300                             | مدينة ونجو                         | 12255.77                           | 9,572,903                          | Lucheng District ‏                  |
| 330400                             | مدينة جياشينغ                      | 4008.75                            | 5,400,868                          | Nanhu District                     |
| 330500                             | مدينة هوتشو                        | 5818.44                            | 3,367,579                          | Wuxing District                    |
| 330600                             | مدينة شاوكسينج                     | 8279.08                            | 5,270,977                          | Yuecheng District                  |
| 330700                             | مدينة جينهوا                       | 10926.16                           | 7,050,683                          | Wucheng District                   |
| 330800                             | مدينة كو زهو                       | 8841.12                            | 2,276,184                          | Kecheng District                   |
| 330900                             | مدينة زهوشان                       | 1378.00                            | 1,157,817                          | Dinghai District                   |
| 331000                             | مدينة تاي زهو                      | 10,083.39                          | 6,622,888                          | Jiaojiang District                 |
| 331100                             | مدينة ليشوي                        | 17298.00                           | 2,507,396                          | Liandu District                    |
| مدن المقاطعات الفرعية              |                                    |                                    |                                    |                                    |

تُقسم أقسامها الإحدى عشر إلى تسعون قسمًا على مستوى المحافظة منها 36 مقاطعة، و20 مدينة على مستوى المحافظة، و33 مقاطعة، ومقاطعة واحدة ذاتية الحكم، ويُقسم التسعون قسمًا إلى 1570 تقسيمًا على مستوى البلدات منها 761 مدينة، و505 بلدة، و14 بلدة عرقية، و290 منطقة فرعية.
تنتمي هنغديان إلى جينهوا، وهي أكبر قاعدة لتصوير الأفلام والمسلسلات الدرامية في الصين، تُسمى استوديوهات هنغديان العالمية بهوليوود الصينية، وقد بلغ مجموع سكان جيجيانغ 56.57 مليون نسمة في نهاية عام 2017.

### المناطق الحضرية
| السكان حسب المناطق الحضرية للمحافظة ومدن المقاطعات | السكان حسب المناطق الحضرية للمحافظة ومدن المقاطعات | السكان حسب المناطق الحضرية للمحافظة ومدن المقاطعات | السكان حسب المناطق الحضرية للمحافظة ومدن المقاطعات | السكان حسب المناطق الحضرية للمحافظة ومدن المقاطعات | السكان حسب المناطق الحضرية للمحافظة ومدن المقاطعات |
| #                                                  | المدينة                                            | المنطقة الحضرية                                    | منطقة الحي                                         | المدينة المناسبة                                   | تاريخ التعداد                                      |
| -------------------------------------------------- | -------------------------------------------------- | -------------------------------------------------- | -------------------------------------------------- | -------------------------------------------------- | -------------------------------------------------- |
| 1                                                  | هانغتشو                                            | 5,162,093                                          | 6,241,971                                          | 8,700,373                                          | 2010-11-01                                         |
| (1)                                                | هانغتشو                                            | 838,452                                            | 1,284,359                                          |                                                    | 2010-11-01                                         |
| 2                                                  | ونجو                                               | 2,686,825                                          | 3,039,439                                          | 9,122,102                                          | 2010-11-01                                         |
| (2)                                                | ونزهو                                              | 39,193                                             | 87,683                                             |                                                    | 2010-11-01                                         |
| 3                                                  | نينغبو                                             | 2,583,073                                          | 3,491,597                                          | 7,605,689                                          | 2010-11-01                                         |
| (3)                                                | نينغبو                                             | 239,992                                            | 491,697                                            |                                                    | 2010-11-01                                         |
| 4                                                  | تاي زهو                                            | 1,189,276                                          | 1,902,510                                          | 5,968,838                                          | 2010-11-01                                         |
| 5                                                  | سيكي                                               | 1,059,942                                          | 1,462,383                                          |                                                    | 2010-11-01                                         |
| 6                                                  | روان                                               | 927,383                                            | 1,424,667                                          |                                                    | 2010-11-01                                         |
| 7                                                  | ييوو                                               | 878,903                                            | 1,234,015                                          |                                                    | 2010-11-01                                         |
| 8                                                  | جياشينغ                                            | 762,643                                            | 1,201,882                                          | 4,501,657                                          | 2010-11-01                                         |
| 9                                                  | نلينغ                                              | 749,013                                            | 1,366,794                                          |                                                    | 2010-11-01                                         |
| 10                                                 | هوتشو                                              | 748,471                                            | 1,293,219                                          | 2893542                                            | 2010-11-01                                         |
| 11                                                 | يويهتشينغ                                          | 725,972                                            | 1,389,332                                          |                                                    | 2010-11-01                                         |
| 12                                                 | جينهوا                                             | 710,597                                            | 1,077,245                                          | 5,361,572                                          | 2010-11-01                                         |
| 13                                                 | يوياو                                              | 672,909                                            | 1,010,659                                          |                                                    | 2010-11-01                                         |
| 14                                                 | شاوكسينج                                           | 643,199                                            | 883,836                                            | 4,912,239                                          | 2010-11-01                                         |
| (14)                                               | شاوشينغ                                            | 1,297,652                                          | 2,188,785                                          |                                                    | 2010-11-01                                         |
| 15                                                 | تشوجي                                              | 606,683                                            | 1,157,938                                          |                                                    | 2010-11-01                                         |
| 16                                                 | زهوشان                                             | 542,190                                            | 842,989                                            | 1,121,261                                          | 2010-11-01                                         |
| 17                                                 | لينهاي                                             | 503,377                                            | 1,028,813                                          |                                                    | 2010-11-01                                         |
| 18                                                 | دونغ يانغ                                          | 455,912                                            | 804,398                                            |                                                    | 2010-11-01                                         |
| 19                                                 | كو زهو                                             | 422,688                                            | 805,963                                            | 2,122,661                                          | 2010-11-01                                         |
| 20                                                 | تونجكسيانج                                         | 400,417                                            | 815,848                                            |                                                    | 2010-11-01                                         |
| 21                                                 | هاينينغ                                            | 397,690                                            | 806,966                                            |                                                    | 2010-11-01                                         |
| 22                                                 | يونغ كانغ                                          | 376,246                                            | 723,490                                            |                                                    | 2010-11-01                                         |
| (23)                                               | يوهوان                                             | 362,135                                            | 616,346                                            |                                                    | 2010-11-01                                         |
| 24                                                 | بنغهو                                              | 346,892                                            | 671,834                                            |                                                    | 2010-11-01                                         |
| 25                                                 | شنغتشو                                             | 345,674                                            | 679,762                                            |                                                    | 2010-11-01                                         |
| 26                                                 | ليشوي                                              | 293,968                                            | 451,418                                            | 2,116,957                                          | 2010-11-01                                         |
| 27                                                 | لانكسي                                             | 208,272                                            | 560,514                                            |                                                    | 2010-11-01                                         |
| 28                                                 | جيانغشان                                           | 200,341                                            | 467,862                                            |                                                    | 2010-11-01                                         |
| 29                                                 | جيانده                                             | 183,518                                            | 430,750                                            |                                                    | 2010-11-01                                         |
| 30                                                 | لونج تشيوان                                        | 117,239                                            | 234,626                                            |                                                    | 2010-11-01                                         |

### أشهر المدن
| هانغتشو نينغبو | 1  | هانغتشو  | 6,504,900 | 11 | يويهتشينغ ‏   | 534,700 | ونجو شاوكسينج |
| هانغتشو نينغبو | 2  | نينغبو   | 3,685,100 | 12 | مدينة تسيشي ‏ | 530,300 | ونجو شاوكسينج |
| هانغتشو نينغبو | 3  | ونجو     | 2,216,500 | 13 | مدينة يوياو ‏ | 458,500 | ونجو شاوكسينج |
| هانغتشو نينغبو | 4  | شاوكسينج | 1,512,600 | 14 | تشوجي ‏       | 438,200 | ونجو شاوكسينج |
| هانغتشو نينغبو | 5  | تاي زهو  | 1,050,600 | 15 | دونغ يانغ    | 421,700 | ونجو شاوكسينج |
| هانغتشو نينغبو | 6  | هوتشو    | 951,000   | 16 | ليشوي        | 372,000 | ونجو شاوكسينج |
| هانغتشو نينغبو | 7  | ييوو     | 934,300   | 17 | هانغتشو ‏     | 363,400 | ونجو شاوكسينج |
| هانغتشو نينغبو | 8  | جينهوا   | 817,300   | 18 | كو زهو       | 356,700 | ونجو شاوكسينج |
| هانغتشو نينغبو | 9  | جياشينغ  | 797,000   | 19 | بنغهو        | 349,500 | ونجو شاوكسينج |
| هانغتشو نينغبو | 10 | زهوشان   | 612,400   | 20 | لينهاي       | 317,900 | ونجو شاوكسينج |

## السياسة
تتمحور سياسة جيجيانغ في نِظَام حكوميّ وحزبي مزدوج مِثل جَمِيع المؤسّسات الحاكمة الأُخرى في الصين القارية، يُعد «محافظ جيجيانغ» المسؤول الأعلى رتبة في حكومة جيجيانغ الشعبية، ويُكوّن المُحافظ خاضعًا لسكرتير لَجنَة الحزب الشيوعي الصيني بمقاطعة جيجيانغ، والَّذِي يُطلق عليه بالعامية «رَئِيس الحزب الشيوعي الصيني في جيجيانغ».
كَانَت جيجيانغ موطنًا لشيانج كاي شيك والعديد من المَسؤُولِين رفيعي المُستَوى في الكومينتانغ الذين فروا إلى تايوان في عام 1949 بَعد خسارة الحرب الأهليَّة.

## الاقتصاد

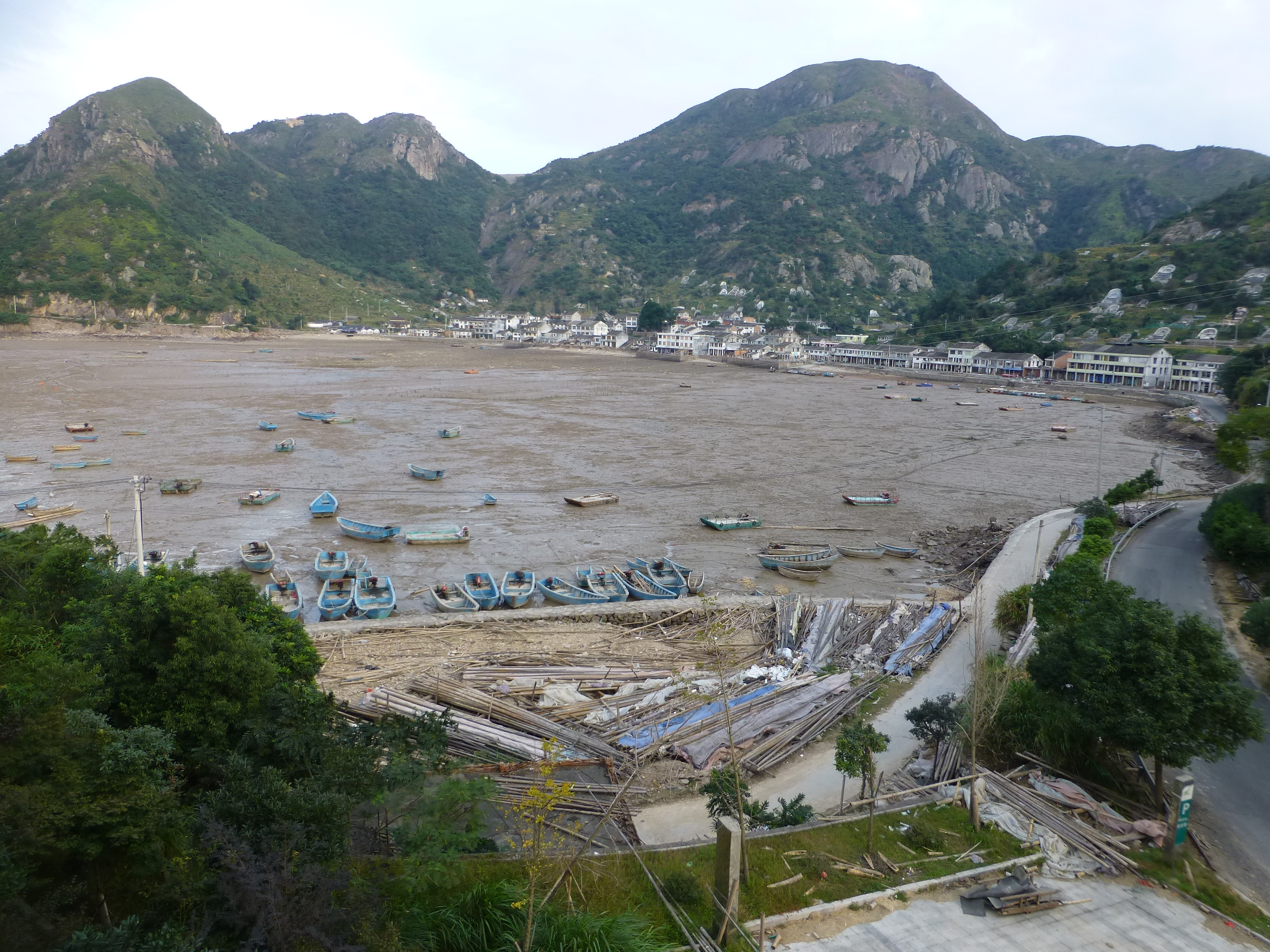
قرية صيد على خليج دايو في جنوب جيجيانغ (مقاطعة كانغنان)

تُعد مقاطعة جيجيانغ من أغنى المُقاطعات وأكثرها تطورًا في الصين، ففي 2018 بلغَ الناتج المحليّ الإجمالي الاسمي 849 مِليار دولار أمريكي (5.62 تريليون رنمينبي)، مَا يمثل حوالي 6.24 بالمائة من الناتج المحليّ الإجمالي للبلاد، وكانت في المرتبة الرابعة على مُستَوى المُحافظة، وبلغت قِيمَة صناعاتها الأولية 196.70 مِليار يوان صيني (29.72 مِليار دُولَار أمريكي)، والثانويّة 2.3506 تريليون يوان صيني (355.22 مِليار دُولَار أمريكي)، والثالثية 3.0724 يوان صيني (464.29 مِليار دُولَار أمريكي)، وبلغ نصيب الفرد من الناتج المحليّ الإجمالي الاسمي 14,907 دُولَار أمريكيّ (98,643 يوان صيني)، واحتلت المرتبة الخامسة في البلاد. يَلعَب القِطَاع الخاصّ في المُحافظة دورًا متزايد الأهميَّة في تَعزِيز الاقتِصَاد الإقلِيميّ مُنذ الإصلاح الاقتصاديّ في عام 1978.
قطاعات التَصنِيع الرَئِيسيّة في جيجيانغ هي الصناعات الكهروميكانيكية، والمنسوجات والصناعات الكيماوية، والمواد الغذائيَّة، ومواد البناء، وتتبع المقاطعة نموذج تنمية خاصّ بِهَا يُدعى «روح جيجيانغ»، حيثُ يعمل على تَحدِيد الأولويات وتشجيع ريادة الأَعمَال، وَالتَّركِيز على الشَّرِكَات الصَّغِيرَة الَّتِي تستجيب لأهواء السوق، والاستثمارات العامَّة الكبيرة في البِنية التَّحتيَّة، وإنتاج سلع سائبة منخفضة التكلفة للاستهلاك المحليّ والتصدير. ونتيجة لِذلك أصبَحَت مقاطعة جيجيانغ من أغنى المُقاطعات، وأصبح نموذج «روح جيجيانغ» أسطورة داخل الصين، وَمَع ذَلِك يشعر بَعض الاقتصاديين الآن بالقلق من كون هَذَا النموذج غير مستدام، حيثُ أنَّه غير فعال ويضع مطالب غير مَعقُولَة على المواد الخام والمرافق العامَّة، ويُعد طريقًا مسدودًا أمام الشَّرِكَات الصَّغِيرَة في جيجيانغ الَّتِي تنتج سلعًا رخيصة بكميات كَبِيرَة ولكنَّها غير قادرة للانتقال إلى صناعات أَكثَر تقدمًا من الناحية التِكنولوجية. بلغَ نصيب الفرد من الدَّخل المتاح لسكان الحضر في جيجيانغ 55574 يوان (8398 دُولَار أمريكي) في عام 2018، بنمو حقيقي سنويٌّ قدره 8.4 بالمائة، وأما سكان الريف فكان 27302 يوان (4126 دُولَار أمريكي)، بنمو حقيقي بنِسبَة 9.4 بالمائة.
| الناتج المحلي الإجمالي التاريخي لجيجيانغ لعام 1978 حتى الآن (SNA2008) (تعادل القوة الشرائية لليوان الصيني، بالدولار الأمريكي الدولي بناءً على تقرير صندوق النقد الدولي عن تقرير آفاق الاقتصاد العالمي لشهر أكتوبر 2017) |                          |                          |                                           |                  |                                                |                                                |                                                |                                       |                                             |
| السنة | ناتج محلي إجمالي         | ناتج محلي إجمالي         | ناتج محلي إجمالي                          | ناتج محلي إجمالي | حسب الفرد (على أساس عدد السكان في منتصف العام) | حسب الفرد (على أساس عدد السكان في منتصف العام) | حسب الفرد (على أساس عدد السكان في منتصف العام) | مصدر                                  | مصدر                                        |
| السنة | ناتج محلي إجمالي (مليون) | ناتج محلي إجمالي (مليون) | ناتج محلي إجمالي (مليون)                  | نمو حقيقي (%)    | حسب الفرد                                      | حسب الفرد                                      | حسب الفرد                                      | سعر الصرف (1 عملة أجنبية إلى رنمينبي) | سعر الصرف (1 عملة أجنبية إلى رنمينبي)       |
| السنة | رنمينبي                  | دولار أمريكي             | تعادل القدرة الشرائية (دولار أمريكي دولي) | نمو حقيقي (%)    | رنمينبي                                        | دولار أمريكي                                   | تعادل القدرة الشرائية (دولار أمريكي دولي)      | 1 دولار أمريكي                        | 1 دولار أمريكي دولي (تعادل القدرة الشرائية) |
| 2018 | 5,619,715                | 849,233                  | 1,597,709                                 | 7.1              | 98,643                                         | 14,907                                         | 28,046                                         | 6.6174                                | 3.5888                                      |
| 2017 | 5,176,826                | 766,732                  | 1,442,495                                 | 7.8              | 92,057                                         | 13,634                                         | 25,651                                         | 6.7518                                | 3.5888                                      |
| 2016 | 4,725,136                | 711,370                  | 1,349,692                                 | 7.6              | 84,916                                         | 12,784                                         | 24,255                                         | 6.6423                                | 3.5009                                      |
| 2015 | 4,288,649                | 688,564                  | 1,208,240                                 | 8.0              | 77,644                                         | 12,466                                         | 21,875                                         | 6.2284                                | 3.5495                                      |
| 2014 | 4,017,303                | 653,986                  | 1,131,507                                 | 7.6              | 73,002                                         | 11,884                                         | 20,562                                         | 6.1428                                | 3.5504                                      |
| 2013 | 3,775,658                | 609,646                  | 1,055,567                                 | 8.2              | 68,805                                         | 11,110                                         | 19,236                                         | 6.1932                                | 3.5769                                      |
| 2012 | 3,473,913                | 550,323                  | 978,347                                   | 8.0              | 63,508                                         | 10,061                                         | 17,886                                         | 6.3125                                | 3.5508                                      |
| 2011 | 3,236,338                | 501,074                  | 923,217                                   | 9.0              | 59,331                                         | 9,186                                          | 16,925                                         | 6.4588                                | 3.5055                                      |
| 2010 | 2,774,765                | 409,892                  | 838,146                                   | 11.9             | 51,758                                         | 7,646                                          | 15,634                                         | 6.7695                                | 3.3106                                      |
| 2005 | 1,341,768                | 163,796                  | 469,314                                   | 12.8             | 27,062                                         | 3,304                                          | 9,466                                          | 8.1917                                | 2.8590                                      |
| 2000 | 614,103                  | 74,181                   | 225,831                                   | 11.0             | 13,415                                         | 1,620                                          | 4,933                                          | 8.2784                                | 2.7193                                      |
| 1995 | 355,755                  | 42,600                   | 130,342                                   | 16.8             | 8,149                                          | 976                                            | 2,986                                          | 8.3510                                | 2.7294                                      |
| 1990 | 90,469                   | 18,914                   | 53,136                                    | 3.9              | 2,138                                          | 447                                            | 1,256                                          | 4.7832                                | 1.7026                                      |
| 1985 | 42,916                   | 14,614                   | 30,617                                    | 21.7             | 1,067                                          | 363                                            | 761                                            | 2.9366                                | 1.4017                                      |
| 1980 | 17,992                   | 12,007                   | 12,031                                    | 16.4             | 471                                            | 314                                            | 315                                            | 1.4984                                | 1.4955                                      |
| 1978 | 12,372                   | 7,349                    |                                           | 21.9             | 331                                            | 197                                            |                                                | 1.6836                                |                                             |

تُعرف المُقاطعة تقليديًا بِاِسم «أرض السمك والأرز»، حيثُ يُعتبر الأرز المحصول الرَئِيسيّ فِيهَا ويليه القمح. ويُوجد فِيهَا مَركَز للاستزراع المائي، وتُعتبر مصايد زهوشان أكبر مصايد للأسماك في البلاد، وتشمل المَحاصيل النقدية الرَئِيسيّة الجوت والقطن، كما تتصدر المُقاطعة مقاطعات الصين في إِنتاج الشاي وتُعرف المُقاطعة بإنتاج شاي لونغ جينغ، وتشتهر مدنها بإنتاج سلع الحرف اليدوية مِثل الحرير حيثُ تحتل المرتبة الثانيَّة بَين المُقاطعات في إِنتاج الحرير، وتُصدر المُقاطعة الحرير والشاي والورق والمراوح وأقلام الرصاص والنبيذ والتمر ووالهام من عام 1832.
ولها موانئ تجاريَّة هامة في كلّ من نينغبو، ونتشو، وتايتشو، وتشوشان، ويُعد جسر خليج هانغزو أطول جسر فوق جسم مستمر من مياه البَحر فِي العَالم.

### مناطق التنمية الاقتصادية والتكنولوجية
- مِنطَقَة هوتشو للتنمية الاقتصاديَّة
- حَدِيقَة دينغاي الصناعيّة
- مِنطَقَة هانغتشو الاقتصاديَّة والنّامِيَة التِكنولوجية
- مِنطَقَة التّنمِيَة الصناعيّة بمدينة هانغتشو الجَدِيدَة
- مِنطَقَة هانغتشو لتجهيز الصادرات
- منتجع هانغتشو تشيجيانغ السياحي الوطنيّ
- مِنطَقَة جياشينغ لتجهيز الصادرات
- مِنطَقَة نينغبو للتنمية الاقتصاديَّة والتقنيَّة
- مِنطَقَة تنمية جزيرة نينغبو داكسي
- مِنطَقَة التِجَارَة الحُرّة في نينغبو
- مِنطَقَة نينغبو لتجهيز الصادرات
- مجمع كوجو الصناعي
- مِنطَقَة التّنمِيَة الاقتصاديَّة وَالتِكنُولُوجِيّة شنجيا
- مِنطَقَة التّنمِيَة الاقتصاديَّة وَالتِكنُولُوجِيّة ونتشو
- مِنطَقَة التّنمِيَة الاقتصاديَّة وَالتِكنُولُوجِيّة شياوشان
- حَدِيقَة تشجيانغ كوتشو هاي تك
- مِنطَقَة التّنمِيَة الاقتصاديَّة تشجيانغ تشوشان
- مِنطَقَة التّنمِيَة الاقتصاديَّة تشجيانغ دونغ قانغ

## التركيبة السكانية
يُشكل الهان الصينيُّون الغالبيَّة العظمى من السكان، ويُعتبر المتحدثون بأصناف وو الصينيَّة أكبر مَجمُوعَة فرعيَّة من الهان، وفيها يُوجِد 400 ألف من الأقلّيات العرقيّة ومنهم 200 ألف من «عرقيَّة شي»، وحوالي 20 ألف من «عرقيَّة هوي».

## الدين
الدين في جيجيانغ
الديانات السائدة في جيجيانغ هي الديانات الشعبية الصينيَّة، والتقاليد الطاوية، والبُوذيَّة الصينيَّة، ووفقًا لمسح أُجري في عاميّ 2007 و2009، يعتقد 23.02 بالمائة من السكان ويُشاركون في تبجيل الأسلاف، بينما يُعرف 2.62 بالمائة من السكان بأنهم مسيحيون، مُقابِل 3.92 بالمائة في عام 2004، وَلَم تُقَدَم التَّقارير أرقامًا لأنواع أُخرى من الأديان. وقد يكون 74.36 بالمائة من السكان إمَّا غير متدينين أو منخرطين في عبادة آلهة الطبيعة، والبُوذيَّة، والكونفوشيوسية، والطاوية، والطوائف الدينيَّة الشعبية. واعتبارًا من مُنتَصَف عام 2010 يُوجِد في جيجيانغ 34880 معبدًا دينيًا شعبيًا، و10 ألف مكان عبادة مسجل للمذاهب الخمسة (البُوذيَّة والطاوية والكاثوليكيَّة والبروتستانتيّة والإسلام).
في مُنتَصَف عام 2015 اعترفت حكومة جيجيانغ بالدين الشعبي باعتِباره «دينًا مدنيًا» وبدأت التسجيل الرسميّ للمعابد الدينيَّة الشعبية في المُقاطعة برعاية المكتب الإقلِيميّ للعقيدة الشعبية.
وصلت الكاثوليكيَّة إلى المُقاطعة قَبل 400 عام، والبروتستانتيّة قَبل 150 عامًا،  وتُعد المُقاطعة من المُقاطعات الصينيَّة الَّتِي تضم تجمعات البروتستانت لَا سِيمَا في مَدِينَة ونجو. ففي عام 1999 كَان السكان البروتستانت في جيجيانغ يُشكِلون 2.8 بالمائة من سكان المُقاطعة وهي نسبة صغيرة ولكنَّها أعلى من المُتَوَسِط الوطنيّ.
دَفع التطور السَّرِيع للأديان في جيجيانغ إلى سِنّ «اللَّجنَة المحَلِية للشؤون العرقيّة والدينيَّة» سِياسات ترشيد في عام 2014،  تُسمى «ثلاث عَمَليّات إعادة تشكيل وهدم وَاحِد»،  وأدت هَذِه اللوائح لهدم كنائس ومعابد شعبية وَإِزَالَة الصلبان من أسطح الكنائس وأبراجها،  وتُعتبر «كنيسة سانجيانج» مثالاً يحتذى بِه.
وصل الإسلام إلى جيجيانغ قَبل 1400 عام، ويُمارس القليل من السكان ديانة الإسلام،  بلغَ عددهم في عام 2020 حوالي 117 ألف.
| - معبد كل الجنة (都 天 廟Dōutiānmiào) في لونغ قانغ، مقاطعة كانغنان، ونزهو. - معبد "تشينجهوانجشين" (إله المدينة) في هانغتشو، ليلا، في وشان، بمنطقة زيهو. - معبد باو غونغ في أوهاي، ونتشو. - مذبح بوذا في معبد بوجي بجبل بوتو. - معبد جوشينغ في ووما، لوتشنغ، ونزهو. - معبد ملك الجنة لدير "ليتل بوتو" البوذي في يينزهو، نينغبو. - معبد يو فاي في هانغتشو. - الكنيسة في أوجيانغ، بينغيانغ، ونتشو. - الكاتدرائية الكاثوليكية في هانغتشو، هانغتشو. |

## الإعلام
جهات البث المحلية في مقاطعة جيجيانغ هي:
- راديو وتلفزيون جيجيانغ.
- مجموعة راديو وتلفزيون هانغتشو.
- مجموعة راديو وتلفزيون نينغبو.

## الثقافة

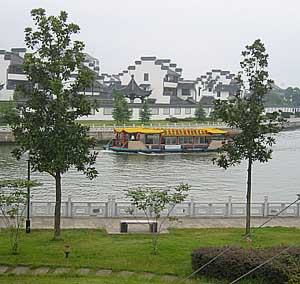
قارب على أحد الممرات المائية بالقرب من وسط المدينة.

### اللغات
يتحدث مُعظم سكان جيجيانغ بلغة «وو الصينيَّة»، والَّتِي لَهَا لهجات متنوعة للغاية، خاصَّة في الجنوب حيثُ قد يتحدث أحد الأودية بلهجة غير مفهومة تمامًا في الوادي التالي على بَعد بضعة كيلومترات، ويتحدَّث السكان بأصناف أُخرى من اللغة الصينيَّة ومعظمها مُنتشرة على طُول الحدود، وعلى الحدود مَع أنهوي يتحدث السكان بلهجات الماندرين وهويتشو، بينما على الحدود مَع فوجيان يتحدثون بلهجات مين.

### المُوسيقى
تُعتبر جيجيانغ موطن «أوبرا يوي»، وهي إحدى أبرز أَشكَال الأوبرا الصينيَّة، وقد نشأت في شنغتشو، وعادة مَا تؤديها الممثلات فقط، وتشمل تقاليد الأوبرا الهامَّة الأُخرى يونغجو (من نينغبو)، و«أوبرا شاو» (من شاوشينغ)، و«أوجو» (من ونتشو)، و«وجو» (جينهوا)، و«تايتشو لوانتان».

### الطعام

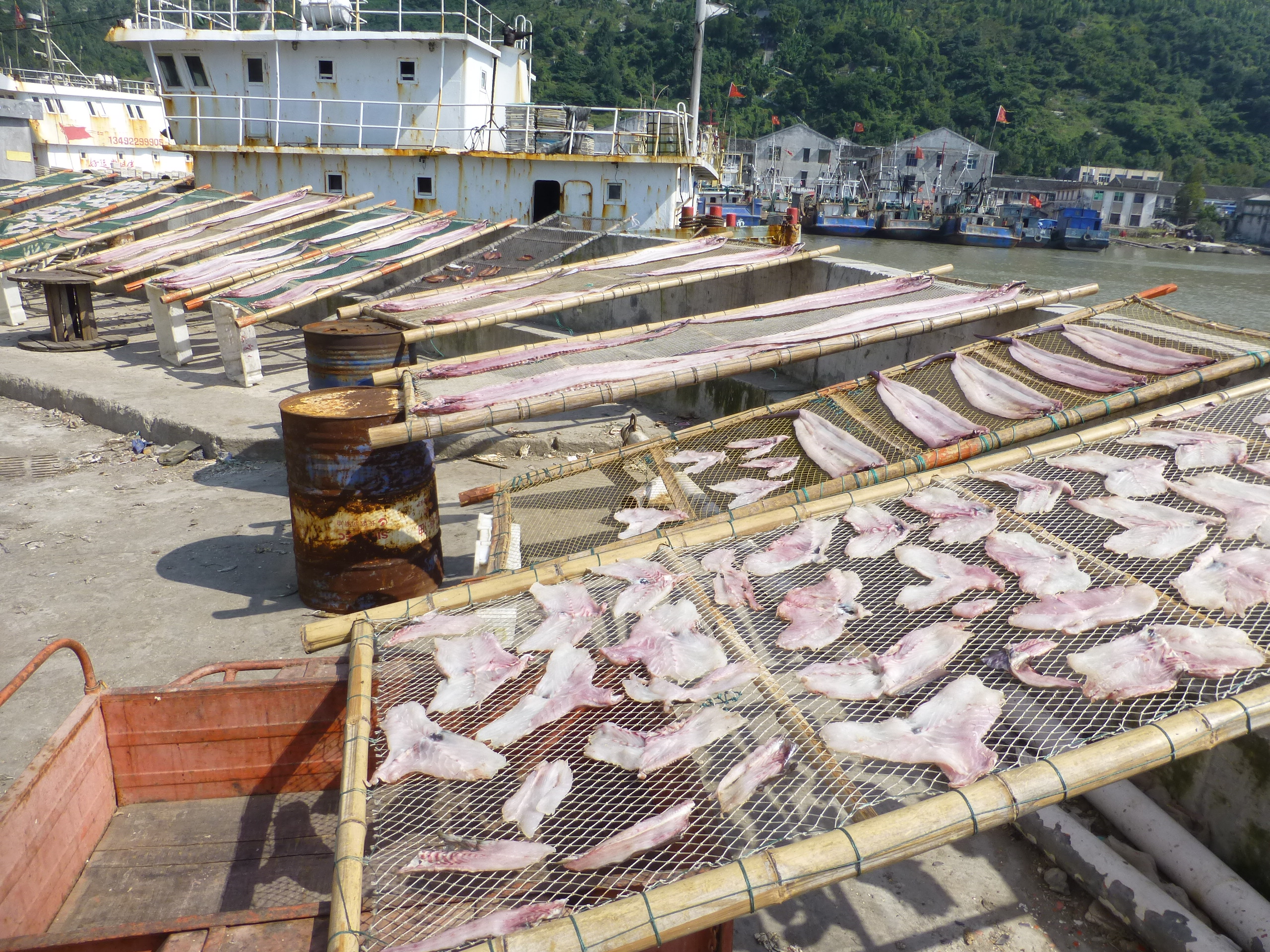
تجفيف الأسماك على رصيف ميناء باكاو في مقاطعة كانغنان

يُعتبر شاي «ونغ جينغ» الَّذِي ينشأ في هانغتشو، من أرقى أنواع الشاي الصيني وأكثرها شهرة، وتشتهر هانغتشو أيضًا بمظلاتها الحريريَّة ومراوحها اليدوية، ويُعد مطبخ جيجيانغ أحد التقاليد الثمانيّة العظيمة للمطبخ الصيني.

## الرياضة
تَشمَل الفرق الرياضية المحترفة الموجُودة في جيجيانغ مَا يلي:
- الرابطة الصينية لكرة السلة:
  - تشيجيانغ غولدين بولز
  - باي روكتز (في نينغبو)
- الدوري الصيني الأول:
  - جيجيانغ غرينتاون

## التعليم

### الكليات والجامعات
- جامعة جيجيانغ (浙江大学؛ هانغتشو)
- جامعة جيجيانغ للعلوم والتكنولوجيا (浙江理工大学؛ هانغتشو)
- أكاديمية الصين للفنون (中国美术学院؛ هانغتشو)
- جامعة هانغتشو ديانزي (杭州电子科技大学؛ هانغتشو)
- جامعة الصين جيليانج (中国计量大学؛ هانغتشو)
- جامعة هانغتشو للمعلمين (杭州师范大学؛ هانغتشو)
- جامعة نينغبو (宁波大学؛ نينغبو)
- جامعة نوتنجهام نينغبو الصين (诺丁汉大学宁波校区؛ نينغبو)
- جامعة تشجيانغ إيه آند إف (浙江农林大学؛ هانغتشو)
- جامعة جيجيانغ للتكنولوجيا (浙江工业大学؛ هانغتشو)
- جامعة جيجيانغ الطبية
- جامعة جيجيانغ نورمال (浙江师范大学؛ جينهوا)
- جامعة جيجيانغ للتمويل والاقتصاد (浙江财经大学؛ هانغتشو)
- جامعة جيجانغ للصناعة والتجارة (浙江工商大学؛ هانغتشو)
- جامعة شاوشينغ (绍兴文理学院؛ شاوشينغ)
- جامعة ونتشو الطبية (温州医科大学؛ ونزهو)
- كلية المعلمين في ونتشو
- جامعة ونزهو كين
- كلية شاوشينغ للفنون والعلوم
- معهد جيجيانغ للتعليم
- معهد هانغتشو للهندسة الإلكترونية
- جامعة هانغتشو للتجارة
- معهد هانغتشو للمديرين الماليين

## توأمة
لجيجيانغ اتفاقيات توأمة مع كل من:
- غابورون
- أودنسه
- شيزوكا (20 أبريل 1982 -)
- فوكوي (6 أكتوبر 1993 -)
- توتشيغي

## وصلات خارجية
- دليل سفر تشيجيانغ

1. ↑  يتضمن رقم صغير من المسلمين.